# Zubčatyj
Zubčatyj (in russo остров Зубчатый; in italiano "dentata"?) è un'isola della Russia nel mare di Ochotsk. Amministrativamente appartiene al Karaginskij rajon del Territorio della Kamčatka, nel Circondario federale dell'Estremo Oriente. L'isola si trova vicino alla costa occidentale della Kamčatka, nella baia della Penžina, a nord-ovest di capo Kajagit'kanan. L'isola ha una forma allungata e un'altezza di 302 m. Accanto alla sua punta settentrionale c'è la piccola isoletta Skalistyj e poco più a nord l'isolotto Malyj, a est si trova l'isola di Rovnyj.